# Græsk (sprog)
 "Græsk" omdirigeres hertil. For andre betydninger af Græsk, se Græsk (flertydig).
Græsk (græsk: Ελληνικά, IPA /e̞ˌliniˈka/ "hellensk") er en selvstændig hovedgren af de indoeuropæiske sprog med mere end 3500 års dokumenteret historie. I dag tales det af ca. 15 mio. mennesker i Grækenland, Cypern, det tidligere Jugoslavien, Egypten, Bulgarien, Albanien og Tyrkiet.
Græsk er siden det 9. århundrede f. Kr. blevet skrevet med det græske alfabet, der er afledt af det fønikiske alfabet, som blev bragt til Grækenland af fønikiske købmænd. Før dette skrev man det bl.a. med linear B-skriften og det kypriotiske syllabarium (skriftsystem med et tegn for hver stavelse).

## Oldgræsk og nygræsk
Det græsk, som blev brugt i antikken, kaldes oldgræsk.
Forskellen mellem oldgræsk og nygræsk er så betydelig, at man ikke uden videre kan forstå det ene, fordi man har lært det andet. Retstavningen har ikke ændret sig så meget, men udtalen er vidt forskellig. Mange af ordene er stadig de samme, selv om der har været en vis udskiftning. Grammatikken er noget anderledes. Det utal af bøjningsformer, der kendetegner oldgræsk, er blevet indskrænket kraftigt i nygræsk (futurum, optativ og infinitiv er forsvundet som selvstændige bøjninger; dativ er ligeledes forsvundet).

## Folkenavnet
Grækenland, græsk og grækere er det almindelige navn for landet, sproget og folket i Europa og stammer fra latin (Graecia, Graecus). Grækerne kaldte sig derimod i oldtiden hellenere (Ἕλληνες) og landet for Hellas (Ἑλλάς). Dette navn blev genoptaget, da den moderne græske stat blev dannet i det 19. århundrede. I mellemtiden havde de kaldt sig romæere (Ῥωμαῖοι ell. Ῥωμιοί), egtl. "romere", fordi de var efterkommere af det Østromerske (Byzantinske) Riges græsktalende befolkning.
Homer bruger ikke hellenernavnet, men kalder grækerne for achaier, argeier eller danaer.

## Slægtskab og forhistorie
Græsk er et indoeuropæisk sprog ligesom dansk, tysk, engelsk, fransk, russisk osv. Inden for den indoeuropæiske sprogfamilie synes græsk at være tættest beslægtet med de indoariske sprog (f.eks. sanskrit, hindi, urdu), iranske sprog (f.eks. avestisk, persisk, kurdisk) og armensk. Disse sproggrupper er derfor sandsynligvis efterkommere af indoeuropæiske dialekter, der blev talt i nærheden af hinanden i det (hypotetiske) indoeuropæiske urhjem.
Hvornår urformen af græsk kom til Grækenland er omstridt. De, der mener, det indoeuropæiske urhjem befandt sig i Lilleasien, vil være tilbøjelig til at hævde, at sproget kom til Grækenland direkte derfra sammen med de første agerdyrkere. De, der placerer urhjemmet på stepperne nord for Sortehavet og Det kaspiske Hav, forestiller sig derimod i reglen en senere dato, omkr. 3300 f.Kr., omkr. 2000 f.Kr. eller omkr. 1650 f.Kr., alt efter om man sætter de første grækere i forbindelse med kurganbegravelser, med en særlig keramiktype eller med indførelsen af den hestetrukne stridsvogn.

## Inddeling
Forskellige perioder havde forskellige former for græsk:
| Mykensk græsk      | 1500-1200 f.Kr.    | Mykensk er overleveret i tekster (fortrinsvis lertavler) skrevet i stavelsesskriften Linear B og fundet i Mykene, Pylos, Knossos og Theben. Sprogforskere regner gerne med, at græsk var delt op i to dialekter, en sydlig og en nordlig. Fra sydgræsk, som mykensk repræsenterer, stammer de klassiske dialekter arkadisk-kyprisk og attisk-ionisk. Fra nordgræsk, der ikke er overleveret i skriftlige kilder fra det 2. årt. f.Kr., stammer dorisk og (til dels) æolisk. |
| Klassisk græsk     | 800-323 f.Kr.      | Dette sprog var opsplittet i forskellige dialekter: attisk-ionisk (Attika, Euboia, ægæiske øer og det sydvestlige Lilleasien), arkadisk-kyprisk (det indre Peloponnes og Cypern), olisk (Thessalien, Boiotien, Lesbos og det nordvestlige Lilleasien) og dorisk eller vestgræsk (det meste af Peloponnes og Mellemgrækenland, Kreta og Rhodos). Men disse dialekter har været indbyrdes forståelige, hvorfor man ikke taler om forskellige sprog.                           |
| Hellenistisk græsk | 323-31 f.Kr.       | I det 4. århundrede f.Kr. begynder de klassiske dialekter at forsvinde til fordel for en fælles dialekt, koiné (græsk: κοινή "fælles"), der lægger sig tættest op ad attisk. Takket være Alexander den Stores erobringer blev koiné et verdenssprog i hele det østlige Middelhavsområde. Det Nye Testamente er skrevet på koiné. |
| Kejsertidens græsk | 31 f.Kr.-330 e.Kr. | Koiné var fortsat det almindelige sprog, men en del forfattere valgte at skrive på klassisk attisk (atticisme). |
| Byzantinsk græsk   | 330-1453 e.Kr.     | Folkesproget lå halvvejs mellem oldgræsk og nygræsk, men de fleste litterære tekster blev fortsat skrevet på en form for oldgræsk. |
| Nygræsk            | 1453 e.Kr.-        | I lang tid fortsatte man med at skrive på en form for oldgræsk, og da man begyndte at skrive på nygræsk, var det med et stærkt oldgræsk islæt, katharévusa (nygræsk καθαρεύουσα "rensende (sprog)"). Folkesproget, dimotikí (nygræsk δημοτική "folkelig") vandt dog frem til sidst og er i dag landets officielle sprog. |

## Udtale
Oldgræsk og nygræsk skrives med det samme alfabet, og den klassiske ortografi er stort set bevaret indtil i dag, men udtalen er vidt forskellig. Sprogvidenskaben har dannet sig et ganske godt billede af, hvordan klassisk attisk græsk har været udtalt. I den nedenstående tabel er de to udtaler sammenstillet:
| Bogstav | Transskription | Klassisk græsk                                                                   | Moderne græsk                                                                                             |
| ------- | -------------- | -------------------------------------------------------------------------------- | --- |
| α       | a              | [a] eller [aː] (som i dansk tam, varme)                                          | [a] (som i tam)                                                                                           |
| αι      | ai             | [ai] (som dansk rejse)                                                           | [ε] (som i dansk tænde, læne)                                                                             |
| αυ      | au             | [au] (som i dansk havne)                                                         | [av] (som i engelsk love); [af] (som i dansk haft) foran ustemte konsonanter                              |
| β       | b              | [b] (som i dansk bil)                                                            | [v] (som i dansk vand)                                                                                    |
| γ       | g              | [g] (som i fransk goût)                                                          | [ɣ] ("blødt g" som i spansk hago) [ʝ] (som i svensk jord) foran ι, η, υ, ει, οι, ε, αι                    |
| γγ      | ng             | [ŋg] (som i engelsk longer)                                                      | [ŋɣ] (omtrent som i langrend) [ŋj] (som i tunghjertet)                                                    |
| νκ      | nk             | [ŋk] (som i tænke)                                                               | [ŋg] (som i engelsk Ganges) foran ι, η, υ, ει, οι, ε, αι                                                  |
| δ       | d              | [d] (som i fransk dent)                                                          | [ð] ("blødt d som i engelsk that, spansk vida)                                                            |
| ε       | e              | [e] (som i midte)                                                                | [ε] (som i tænde, læne)                                                                                   |
| ει      | ei             | [iː] (som i dansk time), ældre snart [eː] (som i dansk vene), snart [ei]         | [i] (som i dansk bidt, time); [j] foran trykstærke vokaler                                                |
| ευ      | eu             | [eu] (som i dansk levende snarere end levne)                                     | [εv] (som i engelsk seven); [εf] foran ustemte konsonanter                                                |
| ζ       | z              | [z] (som i engelsk zone, tysk sieben), ældre [zd] eller [dz]                     | [z] (som i engelsk zone, tysk sieben)                                                                     |
| η       | ē              | [εː] (som i dansk læne)                                                          | [i] (som i dansk bidt, time)                                                                              |
| ηυ      | ēu             | [εːu] (som i dansk bævende)                                                      | [iv] (som i engelsk (verbum) live); [if] foran ustemte konsonanter                                        |
| θ       | th             | [tʰ] (som i svensk tand)                                                         | [θ] (som i engelsk think)                                                                                 |
| ι       | i              | [i] eller [iː] (som i dansk bidt, time)                                          | [i] (som i dansk bidt, time); [j] foran trykstærke vokaler                                                |
| κ       | k              | [k] (som i gave)                                                                 | [k] (som i gave) [c] (som i gjorde) foran ι, η, υ, ει, οι, ε, αι                                          |
| λ       | l              | [l]                                                                              | [l] |
| μ       | m              | [m]                                                                              | [m] |
| μπ      | mp             | [mp] (som i kæmpe)                                                               | [(m)b] (som i engelsk bamboo)                                                                             |
| ν       | n              | [n]                                                                              | [n] |
| ντ      | nt             | [nt] (som i vante)                                                               | [(n)d] (snart som i engelsk dandy, snart som i daddy )                                                    |
| ξ       | x              | [ks] (som i laks)                                                                | [ks] (som i laks)                                                                                         |
| ο       | o              | [o] (som i dansk boplads snarere end ost)                                        | [o], [ɔ] (som i dansk ost, luk eller hugge)                                                               |
| οι      | oi             | [oi] (som i engelsk boy)                                                         | [i] (som i dansk bidt, time); [j] foran trykstærke vokaler                                                |
| ου      | ou             | [uː] (som i dansk bule), ældre snart [oː] (som i dansk tone), snart [ou]         | [u] (som i dansk bulle, bule); [w] foran trykstærke vokaler                                               |
| π       | p              | [p] (som i bog)                                                                  | [p] (som i bog)                                                                                           |
| ρ       | r              | [r] (som italiensk); ustemt [r̥] i begyndelsen af et ord (som islandsk hríngur)   | [r] (som italiensk)                                                                                       |
| σ       | s              | [s]; [z] foran β, δ, γ, μ                                                        | [s]; [z] foran β, γ, μ                                                                                    |
| τ       | t              | [t] (som i dag)                                                                  | [t] (som i dag); [d] efter ν                                                                              |
| τσ      | ts             | (findes ikke)                                                                    | [ts] (som i dansk satse, tysk zehn); [dz] efter ν                                                         |
| τζ      | tz             | (findes ikke)                                                                    | [dz] (som i serbokroatisk Dzindzic)                                                                       |
| υ       | y              | [u] (som dansk kutter)                                                           | [i] (som i dansk bidt, time); [j] foran trykstærke vokaler                                                |
| υι      | yi             | [yi] (sandsynligvis med den første vokal som kerne, dvs. "ui" (som i dansk huje) | [i] (som i dansk bidt, time); [j] foran trykstærke vokaler                                                |
| φ       | ph             | [pf] (som i tysk apfel)                                                          | [f] |
| χ       | ch             | [kʰ] (som i kage)                                                                | [χ] (som "j" i spansk hijo); foran ι, η, υ, ει, οι, ε, αι [ç] (som i tysk lächeln, affekteret dansk rigt) |
| ψ       | ps             | [ps] (som i slips)                                                               | [ps] (som i slips)                                                                                        |
| ω       | ō              | [ɔː] (langt å som i dansk låne)                                                  | [o], [ɔ] (kort "å" som i dansk ost, luk eller hugge)                                                      |